# 玛乔丽·杰克逊-纳尔逊
玛乔丽·杰克逊-纳尔逊（英語：Marjorie Jackson-Nelson，1931年9月13日—），旧姓杰克逊（Jackson），澳大利亚女子田径运动员。她曾代表澳大利亚参加1952年夏季奥林匹克运动会田径比赛，获得女子100米和200米金牌。